# Karlskoga Tidning-Kuriren
Karlskoga Tidning-Kuriren, förkortat KT-Kuriren, är en dagstidning bildad den 7 juli 2020 genom sammanslagning av Karlskoga Kuriren och Karlskoga Tidning. Fullständiga titeln är en sammanslagning av titlarna.

## Redaktion
Ansvarig utgivare och redaktör för tidningen var tidigare Catarina Lindström, som också ledde båda tidningarna innan sammanslagning. Redaktionen för tidningen finns i Karlskoga. Tidningen är en sexdagarstidning, och ges ut i två delar. Ibland medföljer bilagan Arbete och Ekonomi.

## Tryckning
Förlaget heter Nya Wermlands-Tidningens aktiebolag i Karlstad. Tryckeri är Nya Wermlands-tidningens aktiebolag i Karlstad, Tidningen har fyrfärgstryck och trycks med antikva. Satsytan är tabloid 37 x 25 cm. Tidningen trycks med 24 till 40 sidor. Upplagan var 2020 8400 exemplar vilket delvis baseras på de båda föregångarnas upplagor. Tidningen kostade för en årsprenumeration med allt digitalt material 2508 och ökade med 50% 2022 till 3828 kronor 2022.